# 瓦爾米耶拉區
瓦爾米耶拉區是拉脫維亞北部的一個已废置的區份。面積2,373平方公里。人口60,111人。区府瓦爾米耶拉。下分3市1鎮19村。
拉脫維亞於2009年撤销了所有的区份，并改制为市镇。